# Альфаро, Алехандро
Алеха́ндро Альфа́ро Лихе́ро (исп. Alejandro Alfaro Ligero; род. 23 ноября 1986[…], Ла-Пальма-дель-Кондадо, Андалусия) — испанский футболист, полузащитник.

## Карьера
Альфаро является воспитанником молодёжной академии «Севильи», где считался перспективным футболистом. В 2005 году он был переведён в состав «Севильи Атлетико» (фарм-клуба «Севильи»). В основном составе «Севильи» Альфаро дебютировал 30 апреля 2006 года в матче чемпионата Испании против «Реал Сосьедада». Однако закрепиться в главной команде клуба он не сумел и в следующие несколько сезонов продолжал играть за второй состав, где являлся одним из лидеров. Летом 2008 года Альфаро был отдан в аренду «Тенерифе» на год. В новой команде он стал одним из ключевых игроков, в сезоне 2008/2009 забил 20 голов в Сегунде и помог «Тенерифе» выйти в Примеру, где после продления аренды ещё на год также хорошо проявил себя. Летом 2010 года Альфаро вернулся в «Севилью». Он достаточно часто выходил на поле, в начале сезона подменяя травмированного Хесуса Наваса, но стабильного места в основном составе так и не получил.
8 августа 2011 года Альфаро перешёл в «Мальорку», которая заплатила за него 700 тыс. евро. Контракт с футболистом был подписан сроком на пять лет. За три года в «Мальорке» Альфаро сыграл более ста матчей, остался в команде и после её вылета в Сегунду в 2013 году.
Летом 2014 года должен был состояться переход Альфаро в греческий «Панатинаикос», однако на медосмотре у игрока были выявлены проблемы со здоровьем. 28 августа 2014 года Алехандро подписал двухлетний контракт с клубом «Реал Вальядолид». В «Вальдолиде» Альфаро играл нерегулярно, за два сезона проведя лишь 20 матчей во всех турнирах.
В июле 2016 года ставший свободным агентом Альфаро заключил годичное соглашение с Кордовой.